# Enxaneta (satèl·lit)
L'Enxaneta va ser un nanosatèl·lit artificial desenvolupat per Open Cosmos Ltd. per al desplegament de serveis de connectivitat global de l'internet de les coses a tot Catalunya. Va ser llançat el 22 de març de 2021 des del cosmòdrom de Baikonur, al Kazakhstan. Es va enlairar a bord del coet rus Soiuz 2, juntament amb altres 37 nanosatèl·lits atmosfèrics i de telecomunicacions. Va ser el primer nanosatèl·lit de la Generalitat de Catalunya enviat a l'espai.
El satèl·lit va permetre la comunicació i l'obtenció de dades de sensors ubicats a Catalunya, incloent-hi zones de difícil accés o sense cobertura. Va permetre monitorar el cabal de rius i reserves d'aigua, fer un seguiment de la fauna salvatge i protegir-la, rebre dades d'estacions meteorològiques en llocs remots així com monitorar ramats i conreus per detectar malalties i definir estratègies més eficients. Es tractava d'un CubeSat de 3 unitats que té un pes de deu quilos. La tecnologia CubeSat és un estàndard internacional que permet construir satèl·lits acoblant cubs d'una mesura estandarditzada.
L'Enxaneta va formar part del projecte NewSpace basat en l'ús de satèl·lits de petites dimensions que orbiten la Terra a baixa altura per a millorar els serveis de la Generalitat de Catalunya i de diferents sectors productius. El 2021, l'ecosistema New Space a Catalunya estava format per trenta empreses emergents, tretze centres de recerca i innovació, i una incubadora de negocis de l'Agència Espacial Europea (ESA Business Incubation Centre Barcelona). El nanosatèl·lit va ser desenvolupat per les empreses catalanes Open Cosmos i Sateliot, mitjançant un contracte licitat per l'Institut d'Estudis Espacials de Catalunya.
El nom es va escollir en l'informatiu infantil del canal Super3, InfoK, per votació de 10.000 infants.
La missió al llarg de la seva vida útil va permetre la comunicació i obtenció de dades de sensors situats a la superfície, i ha demostrat que és viable donar serveis de connectivitat per satèl·lit a sectors públics i privats, ha contribuït en el nou protocol 3GPP i ha ajudat a fer comprende les condicions necessàries per tal d'enlairar i operar una xarxa de satèl·lits.
La missió ja ha finalitzat. El satèl·lit és va desintegrar completament a les capes altes de l'atmosfera el 25 de Juliol de 2024.

## Paràmetres orbitals
El satèl·lit Enxaneta té una òrbita heliosíncrona, un tipus d'òrbita gairebé polar en què el satèl·lit passa per sobre de gairebé qualsevol punt de la superfície terrestre al mateix temps solar mitjà local. La inclinació de l'òrbita (respecte l'equador celeste) és de 97,6° i té, per tant, un sentit retrògrad, és a dir, oposat al sentit de rotació de la Terra, que es mou d'oest a est. És a uns 556 km de la superfície de la Terra, de mitjana. El periàpside, el punt de màxima aproximació de l'òrbita, és a 541,6 km de la superfície, i l'apoàpside, el punt de mínima aproximació, és a 571,6 km. L'excentricitat orbital és, per tant, de {\displaystyle e=} 0,026949. El semieix major té una dimensió de 6.927 km. L'òrbita té un període de 95,6 minuts i completa, per tant, una mica més de 15 voltes a la Terra cada dia. Es mou a una velocitat d'aproximadament 7 km/s i sobrevola Catalunya dues vegades al dia.